# ابوتیلون فانوسی
ابوتیلون فانوسی، فانوس چینی، قندیل چینی، شجرة الملوک، گل زنگوله ایی، (نام علمی: Acalypha megapotamicum) نام یک گونه از ابوتیلون یا برگ نمدی از تیره فرفیونیان است.
گل‌ها فانوسی شکل و آویخته به رنگ‌های زرد و قرمز یا صورتی با برگ‌های تخم‌مرغی شکل کشیده و لبه‌های دندانه دار سبز رنگ که در بعضی ارقام با لکه‌های زرد رنگ مشاهده شده است، بسیار چشمگیر و هیجان‌انگیزند.
زادگاه این گیاه برزیل است. درختچه‌ای ظریف یا بوته‌ای پُرپشت با حداکثر رشد تا ۲ متر و پهنای ۳۰ سانتی متر است.
فصل گلدهی آن طولانی است. در مناطق گرم، همیشه سبز و در مناطق معتدل خزان پذیر (گلدهی از اوایل بهار تا اواسط پائیز) است.

## نگارخانه

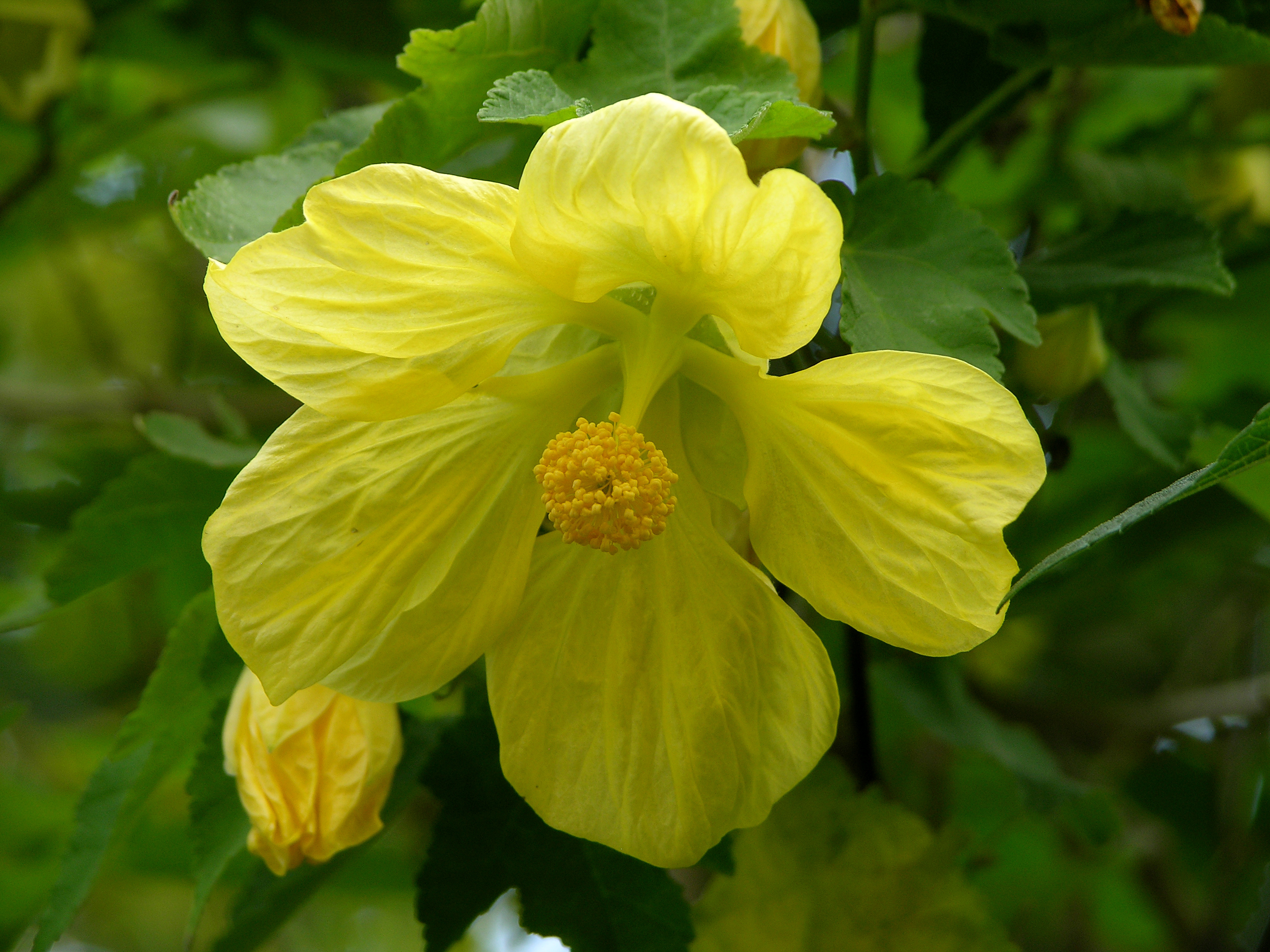
Moonchimes
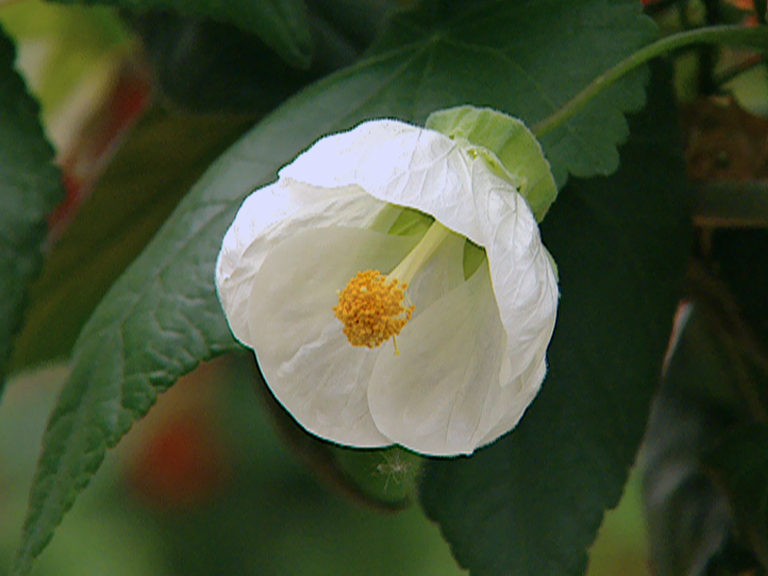
Blüte von Zimmerahorn
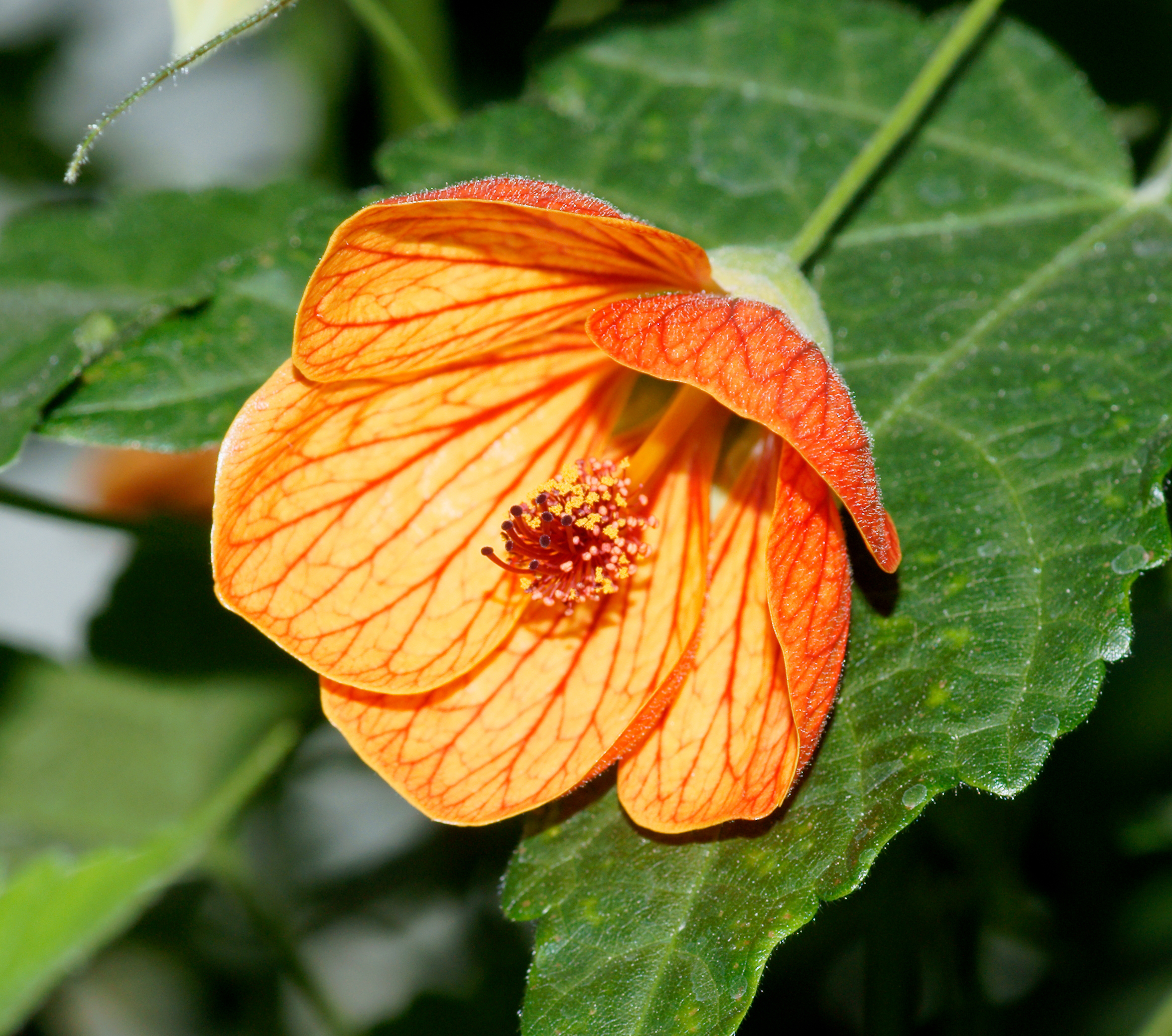
Indian mallow
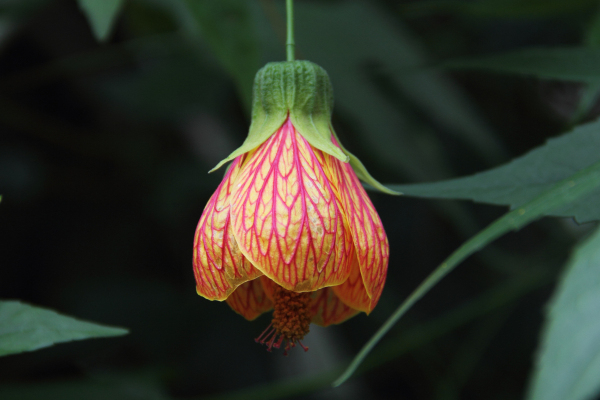
ابوتیلون گل گاوپنبه‌ای
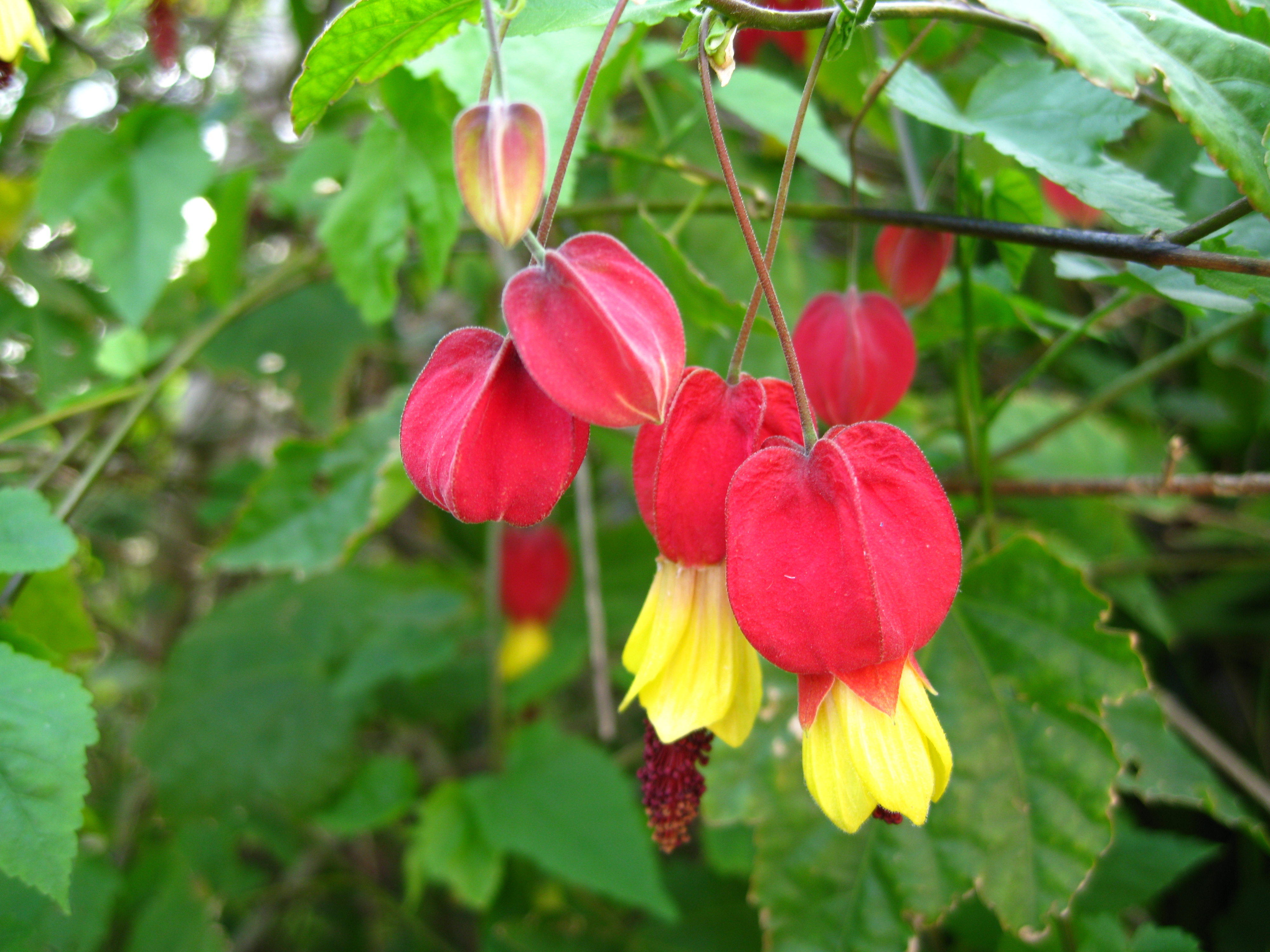
ابوتیلون فانوسی
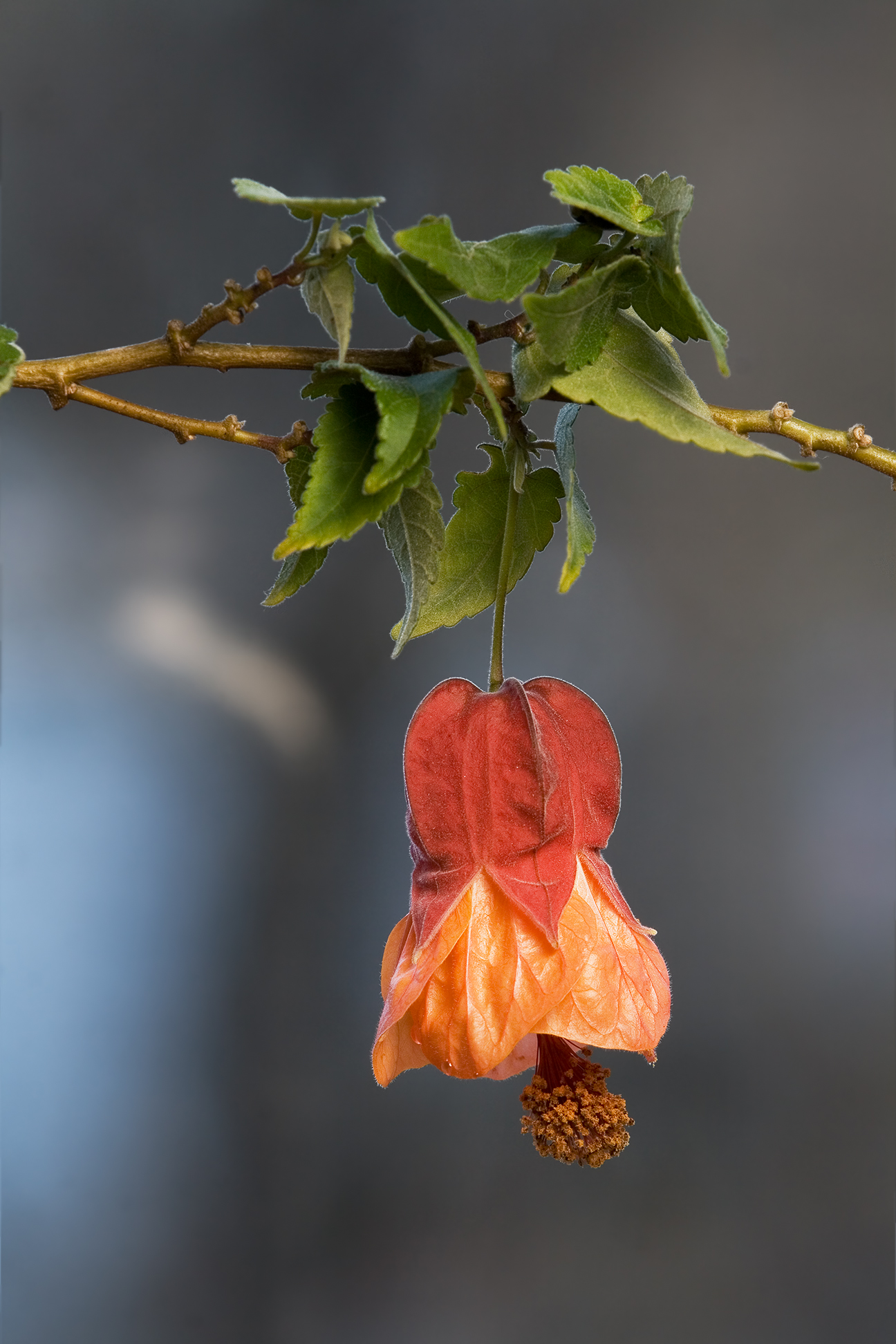
ابوتیلون فانوسی Abutilon × hybridum